# Siskonkorv

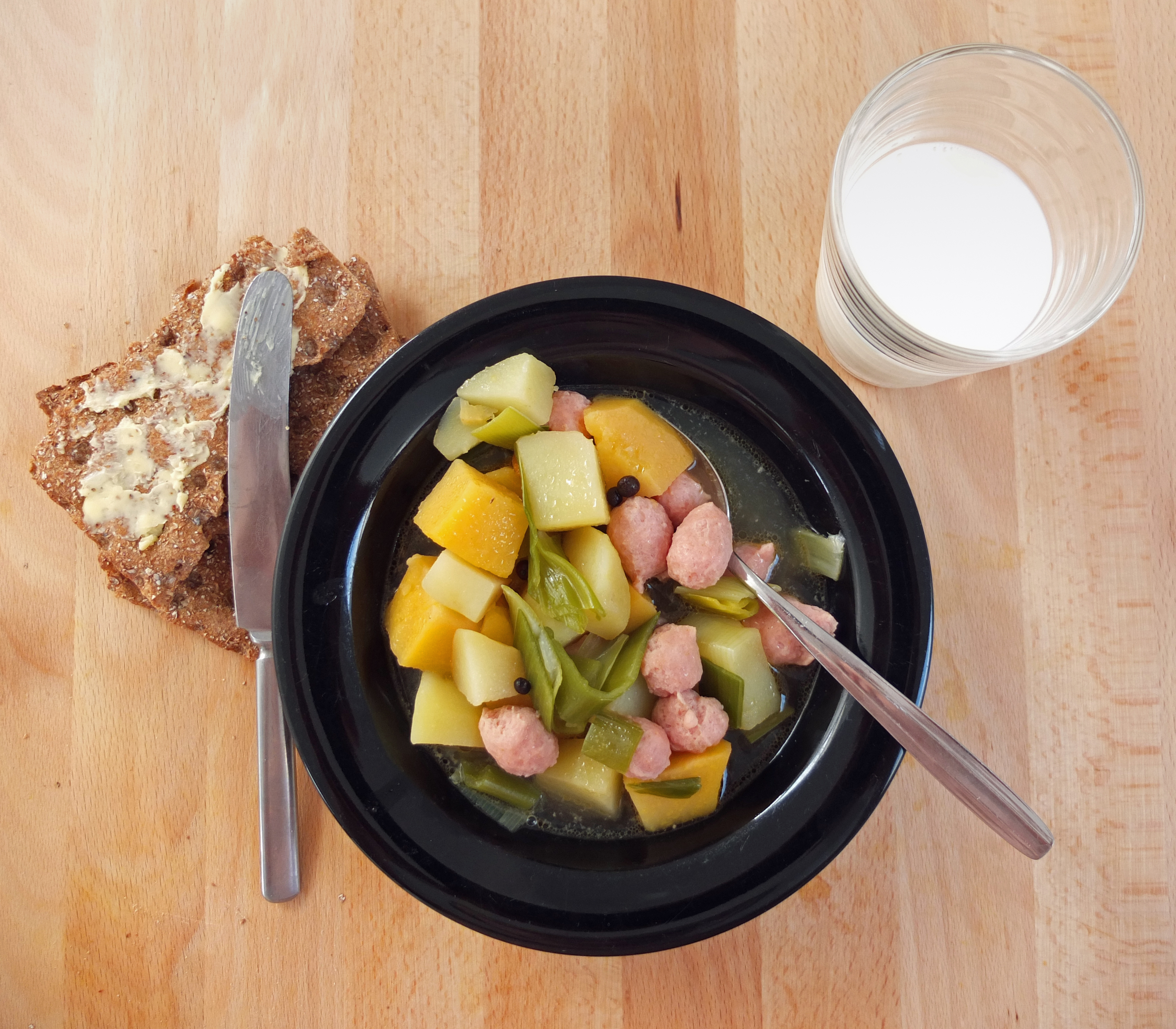
Siskonkorvsoppa

Siskonkorv (finska: siskonmakkara) är en mild finsk färsk korv av griskött som kokas före servering. Köttet är mjukt och har en jämn textur och pressas vanligen ur höljet vid tillagningen. Den vanligaste rätten där korven används är siskonkorvsoppa (siskonmakkarakeitto), där korven kokas i soppans buljong och samtidigt smaksätter den. Prinskorv kallades från början "siskonkorv" som kommer av en tysk diminutivform av franska sausisse ’korv’, det vill säga ’liten korv’. Förr kunde korven även kallas syskonkorv med folketymologisk anslutning till syskon med tanke på att korvarna såldes i sammanhängande längder. Siskonkorv kunde syfta på både kött- och fläskkorv.